# Bahía (1865)
El monitor Bahía fue un navío de la Armada del Imperio del Brasil que sirvió en la Guerra de la Triple Alianza. 

## Historia
Segunda embarcación de la marina brasileña en llevar ese nombre en homenaje al estado de Bahía (Brasil), fue construida en los astilleros Laird, en Birkenhead, Liverpool, Inglaterra. Fue botada el 11 de junio de 1865 con el nombre Minerva y adquirida por el gobierno brasileño a finales de ese año como parte de los esfuerzos para reforzar la escuadra en vistas al estallido de la Guerra del Paraguay.
El Bahía era un buque impulsado por una máquina de vapor con una potencia de 140 HP que le permitían alcanzar una velocidad máxima de 10 nudos. 
Su eslora era de 52,08 m, manga de 10,67 m y un calado de 2,5 m, con un desplazamiento de 928 t. 
Montaba 2 cañones Whitworth de 150 mm en una torre giratoria y dos ametralladoras. 
El 12 de enero de 1866 arribó a Río de Janeiro y fue incorporada a la armada imperial el 22 de ese mes con el nombre Bahía al mando del capitán de fragata José Antônio de Faria.
Poco después asumió el mando el capitán de fragata Joaquim Rodrigues da Costa y partió al teatro de operaciones en el alto Paraná. Combatió en Itapirú (la llamada "guerra de las chatas"), en Curupayty y el pasaje de Humaitá.

### Paso de Humaitá
Tras el Paso de Curupayty (agosto de 1867) la escuadra aliada había quedado dividida. Entre el Fuerte de Curupayty y la Fortaleza de Humaitá permanecía la división de encorazados brasileños que había forzado el pasaje bombardeando sistemáticamente las posiciones enemigas y, sitiando Curupayty, el resto de la escuadra. La partida de Bartolomé Mitre, principal impulsor del cruce, había prolongado la situación hasta que en febrero de 1868 el almirante Joaquim José Inácio de Barros recibió órdenes del ministro de marina Ouro Preto de forzar el pasaje de Humaitá.
Aprovechando la noche del 18 de febrero, integrando la 3ª División Naval al mando del capitán de mar y guerra Delfim Carlos de Carvalho, futuro almirante y barón del Pasaje, junto a los monitores Pará, Rio Grande do Sul y Alagoas forzó el paso de Curupayty enfrentando durante una hora el fuego de los 22 cañones paraguayos que permanecían aún en esa posición.
A las 00:30 del 19 de febrero de 1868 se reunió con los restantes buques de la 3ª División Naval, los encorazados los encorazados Brasil (buque insignia), Tamandaré, Colombo, Mariz e Barros, Cabral, Barroso, Herval, Silvado y Lima Barros, llevando a remolque las chatas acorazadas Cuevas, Lindóia y Riachuelo, para forzar el pasaje de Humaitá.

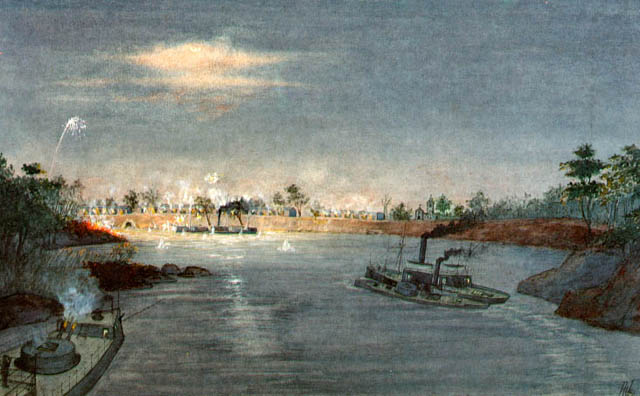
El Bahía atravesando la línea de cadenas en el Paso de Humaitá, seguido por el Tamandaré y el Pará (Acuarela del almirante Trajano Augusto de Carvalho).

Mientras el grueso de la escuadra brasileña iniciaba un violento bombardeo de distracción sobre Humaitá, en combinación con un ataque sobre el Reducto Cierva, posición fortificada situada en la ribera opuesta que cruzaba sus fuegos con la de Humaitá, una división reducida al mando de Delfim Carlos de Carvalho inició el pasaje de Humaitá.
El plan de Carvalho consistía en aparear tres acorazados y tres monitores, avanzando en doble hilera pese a la estrechez del pasaje. Si bien las amarras podían en teoría facilitar el remolque en la eventualidad de que algún buque viera inutilizadas sus máquinas, el gobierno de los buques en esas condiciones era en extremo dificultoso y demoraría la operación.
Así el Barroso, Bahía (buque insignia) y Tamandaré llevarían a babor a los monitores Rio Grande,  Alagoas y Pará. Los buques emprendieron el pasaje de Humaitá a toda máquina, con los portalones cerrados y el blindaje de los buques reforzado con bolsas de arena, tablones de madera y cadenas de fierro, y sin abrir fuego para evitar ofrecer un blanco claro a sus adversarios, que habían advertido el movimiento y encendían grandes fogatas sobre las dos orillas del río para facilitar la puntería a sus artilleros. 
Sin más incidente que algunas varaduras que desorganizaron la marcha y la rotura del cabo que unía al Bahía con el Alagoas y la posterior deriva de esta río abajo, a las 3 de la mañana cinco de los buques de la división habían franqueado el paso sufriendo escaso daño.
Pocas horas después la escuadra enfrentó el Fuerte de Timbó, aguas arriba de Humaitá, consiguiendo dañar sus baterías (12 piezas de a 68 y 32), pero sufriendo algunos daños. El Bahia fue uno de los que más impactos recibió (145) pero no afectaron su capacidad de maniobra y combate. En cambio los monitores Tamandaré, Para y Alagoas, que había conseguido forzar sólo ambos pasajes, se encontraban en malas condiciones.
Tras forzar seguidamente el Fuerte de Laurel, a las 10:30 llegaron a Tayí, donde los tres buques más dañados fueron embicados. Carvalho siguió con los restantes hasta Asunción para bombardearla en una inútil demostración de fuerza que dio ocasión a Francisco Solano López de evacuar Humaitá con el grueso de su ejército y artillería sin ser molestado por la escuadra, pasándose al Chaco y remontando el margen del río hasta establecer una nueva línea de defensa en Tebicuarí. 
Ayudados por la creciente del río, el 23 de marzo de 1868 los buques brasileños volvieron sobre sus pasos y se lanzaron sobre los remanentes buques paraguayos que habían auxiliado en la evacuación.
Hundido el Ygurey por los disparos del Barroso y del Río Grande, vapor paraguayo Tacuarí, perseguido por el Bahía y el Pará, intentó inútilmente escapar por el arroyo Guaycurú y, tras desembarcar la tripulación, artillería y pólvora, dio fuego al navío y abrió rumbos para hundirlo.
El parte brasileño afirmaba que "Apenas despuntábamos el extremo de la isla que tiene el nombre de aquel riacho (Guaycurú), encontramos otro vapor, el Tacuarí encostado en un banco cerca de la costa paraguaya, al norte de la isla Aracá. Destacar por el frente al monitor "Pará" y precipitarse el "Bahia" a cortar la retirada de este velocísimo vapor para Humaitá, fue obra de un instante. El enemigo ni siquiera osó izar bandera, habiendo recibido de este acorazado al pasar dos tiros perfectamente bien empleados. Al principio, disimuladamente se dejaba ir el "Tacuarí" de popa, pero conociendo la inutilidad de la tentativa de navegar para atrás, arremetió para adelante, recibió en la marcha tres tiros del "Pará" y muy maltratado, investió (sic) por el Guaycurú arriba. En la primera vuelta varó. Pocos minutos después avistó al "Bahía" por la popa, a pesar de la estrechez del riacho, teniendo que reanudar la fuga, acosado de cerca por sus perseguidores. A las 9 y media, desesperado el "Tacuarí" de caracolear inútilmente por un canal de menos de 30 brazas de largo, embicó encima de la barranca, atando una amarra en tierra. Cesaron las probabilidades de apresarlo lo que hasta entonces tenía. La barranca apareció cubierta de infantería, emboscada en el bosque, viéndose encima de los árboles carabineros que apuntaban para los hombres del timón y los oficiales de indispensable puesto de la tolda. Mandé meter a pique al vapor enemigo, y el Bahía, cayendo sobre él sus dos piezas rayadas de calibre 150, dispararon bombas, metralla y balas rasas, acribillándolo en todo sentido y a las 11 horas del día la sumersión del casco fue el anuncio del naufragio del navío, sumergiéndose hasta tocar el fondo de cuatro brazas, y quedando fuera de las aguas solo parte de la chimenea". 
Al mando del capitán de fragata Guilherme Ferreira do Santos luchó en las acciones de Tebicuarí y Angostura.
El 1 de octubre forzó el pasaje de Angostura junto a los encorazados Barroso, Tamandaré y Silvado.
En marzo de 1892 fue agregado a la división naval encargada de reprimir la revuelta del coronel Barbosa en Mato Grosso.